# Chiemgau-Alpenverband
Der Chiemgau-Alpenverband ist ein Zusammenschluss (Gauverband) bayerischer Gebirgstrachten-Erhaltungsvereine (GTEV) mit Sitz im oberbayerischen Marquartstein. Aktueller Gauvorstand ist Thomas Hiendl.

## Geschichte
Der Chiemgau-Alpenverband für Tracht und Sitte wurde am 25. Juli 1926 in Marquartstein gegründet. Vorausgegangen waren inhaltliche Auseinandersetzungen im ebenfalls im Chiemgau beheimateten Gauverband I. Erster Gauvorstand war Hias Schrobenhauser. 1937 ordnete die Gauleitung der NSDAP für München-Oberbayern die Verschmelzung der Trachtenvereine mit der nationalsozialistischen Organisation Kraft durch Freude (KdF) an. Nach dem Krieg kam es bereits 1946 zur Wiederaufnahme der Arbeit. Der Gauverband zählt heute 23 Vereine mit 7.955 Mitgliedern, die sich auf die südlichen Teile der Landkreise Rosenheim und Traunstein konzentrieren.

## Mitgliedsvereine
Folgende Vereine gehören dem Chiemgau-Alpenverband an:
| Name                      | Ort                        | Mitglieder | Gründung |
| ------------------------- | -------------------------- | ---------- | -------- |
| Chiemgauviertler          | Amerang                    | 280        | 1921     |
| Daxenwinkler              | Atzing                     | 320        | 1897     |
| D'Stafflstoana            | Bernau                     | 340        | 1899     |
| Chiemgauer                | Feldwies                   | 419        | 1906     |
| D'Lamstoana               | Frasdorf                   | 383        | 1912     |
| D'Hochplattner            | Grassau                    | 517        | 1920     |
| Ratzinger Höhe            | Greimharting               | 323        | 1957     |
| Almarausch                | Hittenkirchen              | 332        | 1921     |
| D'Griabinga               | Hohenaschau                | 537        | 1884     |
| Edelweiß                  | Höhenmoos                  | 211        | 1907     |
|                           | Marquartstein-Piesenhausen | 370        | 1920/27  |
| Chiemgauer                | München                    | 77         | 1894     |
| Edelweiß                  | Niederaschau               | 409        | 1905     |
| D'Rechlberger             | Oberwössen                 | 170        | 1919     |
|                           | Prien                      | 387        | 1895     |
| D'Koasawinkla             | Reit im Winkl              | 470        | 1901     |
| D'Gederer                 | Rottau                     | 315        | 1935     |
| D'Geiglstoana             | Sachrang                   | 270        | 1908     |
| D'Gamsgebirgler           | Schleching                 | 372        | 1920     |
| Hochgern                  | Staudach                   | 261        | 1891     |
| D'Buchwäldler             | Übersee                    | 396        | 1920     |
| D'Achentaler              | Unterwössen                | 472        | 1891     |
| Die lustigen Wildenwarter | Wildenwart                 | 335        | 1903     |

Die Mitgliederzahlen beziehen sich auf das Jahr 2009.

## Gaufest
Einmal jährlich, am letzten Juli-Wochenende findet das Gaufest des Chiemgau-Alpenverband statt.
Ausrichter bisher:
| Jahr | Ort                             |
| ---- | ------------------------------- |
| 1926 | Marquartstein                   |
| 1927 | Hohenaschau                     |
| 1928 | Staudach                        |
| 1929 | Unterwössen                     |
| 1930 | Niederaschau                    |
| 1931 | Unterwössen                     |
| 1932 | Amerang                         |
| 1933 | Grassau                         |
| 1934 | Oberwössen                      |
| 1935 | Bernau                          |
| 1936 | Piesenhausen                    |
| 1937 | Schleching                      |
| 1949 | Prien                           |
| 1950 | Rottau                          |
| 1951 | Marquartstein                   |
| 1952 | Hittenkirchen                   |
| 1953 | Wildenwart                      |
| 1954 | Staudach                        |
| 1955 | Amerang                         |
| 1956 | Übersee                         |
| 1957 | Sachrang                        |
| 1958 | Grassau                         |
| 1959 | Feldwies                        |
| 1960 | Bernau                          |
| 1961 | Reit im Winkl                   |
| 1962 | Niederaschau                    |
| 1963 | Prien                           |
| 1964 | Wildenwart                      |
| 1965 | Hohenaschau                     |
| 1966 | Staudach                        |
| 1967 | Atzing                          |
| 1968 | Höhenmoos                       |
| 1969 | Schleching                      |
| 1970 | Grassau                         |
| 1971 | Hittenkirchen                   |
| 1972 | Frasdorf                        |
| 1973 | Wildenwart                      |
| 1974 | Sachrang                        |
| 1975 | Niederaschau                    |
| 1976 | Marquartstein                   |
| 1977 | Rottau                          |
| 1978 | Prien                           |
| 1979 | Oberwössen                      |
| 1980 | Grassau                         |
| 1981 | Reit im Winkl                   |
| 1982 | Höhenmoos                       |
| 1983 | Übersee                         |
| 1984 | Bernau                          |
| 1985 | Niederaschau                    |
| 1986 | Hittenkirchen                   |
| 1987 | Atzing                          |
| 1988 | Sachrang                        |
| 1989 | Amerang                         |
| 1990 | Grassau                         |
| 1991 | Staudach                        |
| 1992 | Frasdorf                        |
| 1993 | Wildenwart                      |
| 1994 | Hohenaschau                     |
| 1995 | Prien                           |
| 1996 | Marquartstein                   |
| 1997 | Greimharting                    |
| 1998 | Unterwössen                     |
| 1999 | Bernau                          |
| 2000 | Rottau                          |
| 2001 | Reit im Winkl                   |
| 2002 | Schleching                      |
| 2003 | Übersee                         |
| 2004 | Oberwössen                      |
| 2005 | Niederaschau                    |
| 2006 | Feldwies                        |
| 2007 | Höhenmoos                       |
| 2008 | Sachrang                        |
| 2009 | Amerang                         |
| 2010 | Grassau                         |
| 2011 | Hittenkirchen                   |
| 2012 | Frasdorf                        |
| 2013 | Wildenwart                      |
| 2014 | Staudach                        |
| 2015 | Prien                           |
| 2016 | Unterwössen                     |
| 2017 | Atzing                          |
| 2018 | Rottau                          |
| 2019 | Bernau                          |
| 2020 | Schleching (abgesagt Corona)    |
| 2021 | Reit im Winkl (abgesagt Corona) |
| 2022 | Schleching                      |
| 2023 | Reit im Winkl                   |
| 2024 | Hohenaschau                     |
| 2025 | Feldwies                        |